# Medio Atrato
Medio Atrato ist eine Gemeinde (municipio) im Departamento Chocó in Kolumbien. Der Hauptort (cabecera municipal) von Medio Atrato ist Beté. Die Kulturlandschaft der Volksarchitektur der Stelzenbauten von Medio Atrato steht auf der Tentativliste, auf der Stätten stehen, die für eine Nominierung zur Aufnahme in die UNESCO-Welterbeliste in Kolumbien vorgesehen sind. 

## Geographie
Medio Atrato liegt am Río Atrato im Osten und Zentrum von Chocó auf einer Höhe von 50 m ü. NN, 45 Minuten Schifffahrt von Quibdó entfernt. Die Gemeinde wird zu großen Teilen von Quibdó umschlossen und grenzt zudem im Nordosten an Urrao und Vigía del Fuerte im Departamento de Antioquia.

## Bevölkerung
Die Gemeinde Medio Atrato hat 33.542 Einwohner, von denen 1259 in Beté leben (Stand: 2019).

## Geschichte
Medio Atrato wurde 1999 als Gemeinde gegründet, da die Region unter der Abwesenheit staatlicher Institutionen gelitten hatte. Das Gebiet wird aber schon seit langer Zeit von afrokolumbianischen und indigenen  Gemeinschaften bewohnt.

## Wirtschaft
Die Wirtschaft von Medio Atrato ist zu großen Teilen informeller Natur. Es werden Landwirtschaft, Fischerei, Holzwirtschaft und Bergbau betrieben.

## Verkehr
Es besteht keine Straßen- oder Flugverbindung nach Medio Atrato. Die einzigen Wege und Straßen innerhalb der Gemeinde wurden von den Bewohnern selbst angelegt. Der wichtigste Weg zur Gemeinde ist per Schiff über den Río Atrato.